# مسینه
مسینه، روستایی از توابع شهرضا و شهرستان منظریه است که در ۱۹ کیلومتری شهرضا واقع در بزرگراه اصفهان_شیراز قراردارد

## جمعیت
این روستا در دهستان منظریه قرار دارد و براساس سرشماری مرکز آمار ایران در سال ۱۳۸۵، جمعیت آن ۱۹۲ نفر (۵۵خانوار) بوده‌است.